# Queenie Judd
Pour les articles homonymes, voir Judd (homonymie).
Isabel Rose M. Judd dite Queenie Judd, née le 15 juin 1909 à West Ham et morte en novembre 1995 dans le Pembrokeshire, est une gymnaste artistique britannique.

## Carrière
Queenie Judd remporte aux Jeux olympiques d'été de 1928 à Amsterdam la médaille de bronze du concours général par équipes féminin avec Amy Jagger, Carrie Pickles, Annie Broadbent, Jessie Kite, Hilda Smith, Doris Woods, Margaret Hartley, Lucy Desmond, Midge Moreman, Ethel Seymour et Ada Smith.